# 2021年夏季世界大學運動會中國澳門代表團
2021年夏季世界大學運動會中國澳門代表團是中華人民共和國澳門特別行政區派出至2021年夏季世界大學運動會的運動員代表團。澳門隊一共派出52名運動員出戰8個項目，分別為游泳、柔道、劍擊、跆拳道、田徑、乒乓球、羽毛球及武術。

## 獎牌概要
- 7月29日，在首個比賽日上，黃心妍在女子南刀項目以9.506分的成績獲得銅牌，為中國澳門在整個賽事中獲得的第一枚獎牌。[2]
- 7月30日，在第二個比賽日，代表團添1金2銀2銅五面獎牌，黃心妍奪南拳金牌，王泳欣在女子劍術及女子槍術奪得兩枚銀牌，章睿哲在男子南棍項目奪銀牌，李卓洋在男子棍術項目奪得銅牌。[3]
- 8月3日，在第六個比賽日，武術男子80kg散打運動員蔡飛龍為中國澳門體育代表團奪得一面銅牌，澳門代表團累積取得1金3銀3銅。[4]

## 獎牌得主
| 獎牌 | 運動員 | 運動 | 項目         | 日期    |
| ---- | ------ | ---- | ------------ | ------- |
| 金牌 | 黃心妍 | 武術 | 女子南拳     | 7月30日 |
| 銀牌 | 王泳欣 | 武術 | 女子劍術     | 7月30日 |
| 銀牌 | 王泳欣 | 武術 | 女子槍術     | 7月30日 |
| 銀牌 | 章睿哲 | 武術 | 男子南棍     | 7月30日 |
| 銅牌 | 黃心妍 | 武術 | 女子南刀     | 7月29日 |
| 銅牌 | 李卓洋 | 武術 | 男子棍術     | 7月30日 |
| 銅牌 | 蔡飛龍 | 武術 | 男子80kg散打 | 8月3日  |

## 資料來源
1. ↑  . 澳門日報. 2023-07-27  [2023-07-30]. （原始内容存档于2023-07-30）.
2. ↑  . 力報. 2023-07-29  [2023-07-30]. （原始内容存档于2023-07-30）.
3. ↑  . 香港商報 (澳門特區發布). 2023-07-30  [2023-07-30]. （原始内容存档于2023-07-30）.
4. ↑  . 力報. 2023-08-03  [2023-08-03]. （原始内容存档于2023-08-03）.